# Xanthomyia platyptera
Xanthomyia platyptera är en tvåvingeart som först beskrevs av Friedrich Hermann Loew 1873.  Xanthomyia platyptera ingår i släktet Xanthomyia och familjen borrflugor. Inga underarter finns listade i Catalogue of Life.